# Tegulaherpia stimulosa
Tegulaherpia stimulosa is een Solenogastressoort uit de familie van de Lepidomeniidae. De wetenschappelijke naam van de soort is voor het eerst geldig gepubliceerd in 1983 door Salvini-Plawen.